# 浅野有生子
浅野 有生子（あさの ゆいこ）、木庭有生子（こばゆいこ）は、日本の脚本家。放送作家。
作詞家名としては、木庭撫子（こばなでしこ）。
愛知県名古屋市出身。祖父は洋画家の加賀孝一郎。富良野塾(脚本家 倉本聰主宰)5期生。

## 作品
- 透明少女エア（1998年）
- 陰の季節（2000年）
- 新しい風（2004年）
- 天国へのカレンダー〜A calendar to heaven〜（2005年5月20日）
- 棚の隅（2006年）
- スロースタート（2007年）
- 安宅家の人々（2008年）
- ドラマスペシャル 名古屋やっとかめ探偵団〜前代未聞!!婆ちゃん探偵〜（2010年6月20日）
- 正月ドラマスペシャル 新春東京ツアー どえりゃあ婆ちゃん探偵団〜湯けむりパラダイスの怪事件〜（2011年1月4日）

| スタブアイコン | サブスタブ | この項目は、まだ閲覧者の調べものの参照としては役立たない、文人（小説家・詩人・歌人・俳人・作詞家・作家・放送作家・随筆家（コラムニスト）・文芸評論家）に関連した書きかけの項目です。この項目を加筆・訂正などしてくださる協力者を求めています（P:文学/PJ:作家）。 |